# Elophila fengwhanalis
Elophila fengwhanalis là một loài bướm đêm trong họ Crambidae.